# Rudolf Kmunke
Rudolf Kmunke (Viena, 25 de marzo de 1866 - ib, 7 de diciembre de 1918) fue un arquitecto y explorador austriaco. 

## Biografía
En 1893, Kmunke diseñó el Hotel Bristol de Salzburgo.  Entre 1896 y 1907 diseño más de veinte edificios residenciales en Viena, que todavía pueden verse en sus calles. 

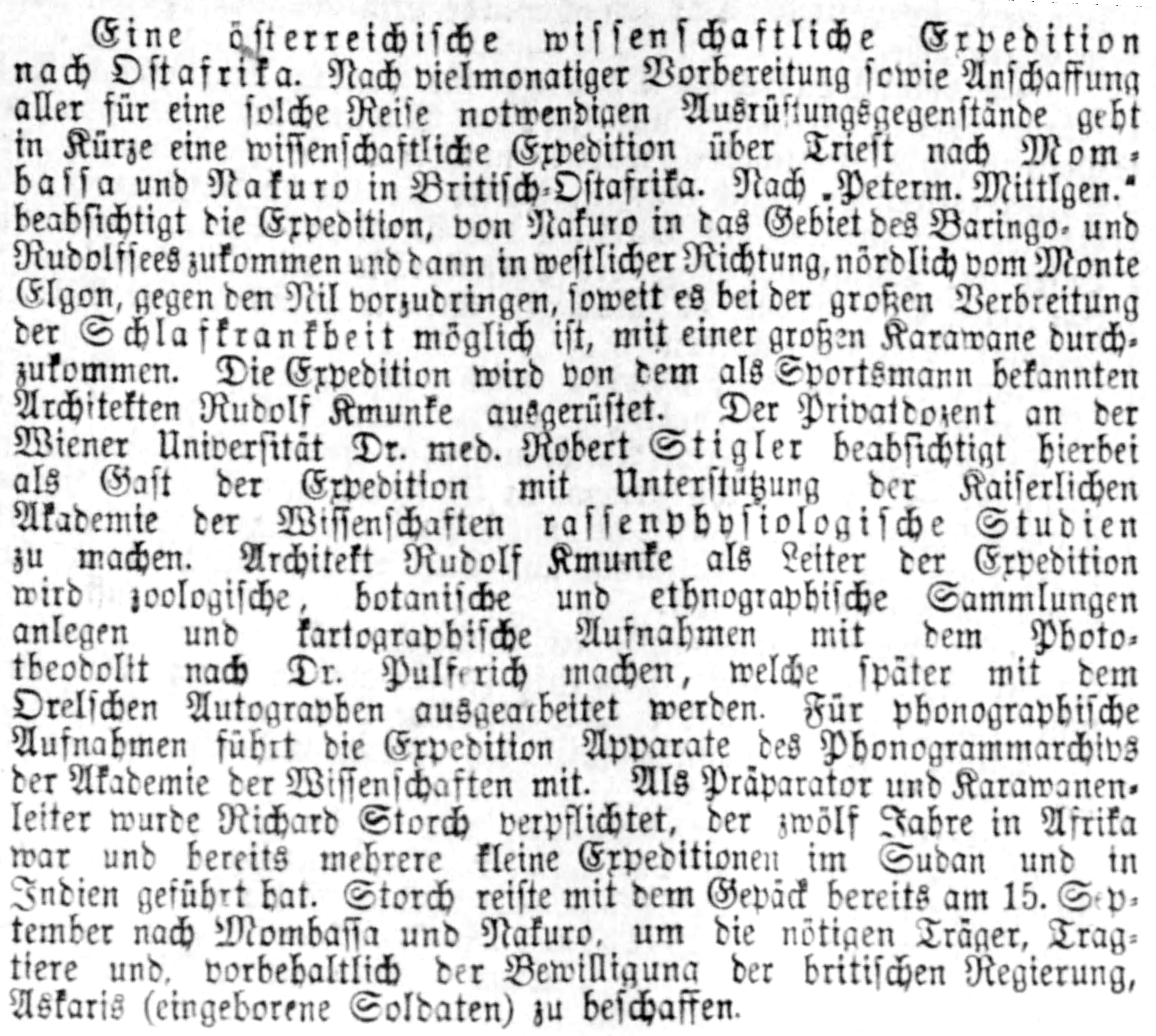
Recorte de periódico sobre el viaje de Rudolf Kmunke a Uganda

Realizó un viaje al este de Groenlandia, del que dejó testimonio en la obra Auf Eisbären und Moschusochsen. Tagebuchblätter der Jagderlebnisse in Ostgrönland [Sobre osos polares y bueyes almizcleros. Diario de experiencias de caza en el este de Groenlandia], publicada en 1910.
Entre octubre de 1911 y abril de 1912 dirigió una expedición al África central y oriental. A mediados diciembre de 1911, él y Robert Stigler escalaron los picos Wagagai y Koitobos del monte Elgon, al que llamaron pico Kaiser Franz Joseph.
En 1913 se publicó el libro que relataba este viaje africano, llamado Quer durch Uganda – Eine Forschungsreise in Zentralafrika 1911/1912 [A través de Uganda – Un viaje de investigación a África Central 1911/1912].